# Mi piace Chopin
Mi piace Chopin è un singolo del gruppo musicale italiano Kaufman pubblicato il 20 novembre 2019 per l'etichetta INRI.